# Blepharita xylinoides
Blepharita xylinoides là một loài bướm đêm trong họ Noctuidae.